# Ruth Renick
Ruth Renick (nacida Ruth Griffin; Colorado, Texas, 23 de septiembre de 1893 - Hollywood, California, 7 de mayo de 1984) fue una actriz estadounidense de teatro y cine. Debutó en el cine en 1919, en una película muda. Su carrera abarcó el paso al cine sonoro, y Renick tuvo su último papel en una película wéstern en 1932. Comenzó a actuar en teatro en el instituto de Phoenix, Arizona. Más tarde se trasladó a California, donde tuvo más papeles en teatro, y finalmente amplió su carrera en el cine.

## Primeros años
Nació como Ruth Griffin en 1893 en Colorado, Texas, hija de R. H. Griffin y su esposa. Su familia se trasladó a Phoenix, Arizona, cuando ella era pequeña. Cuando Griffin estudiaba en el instituto, se unió a la compañía de teatro Maitland Davis, con la que trabajó durante cuatro meses.

## Carrera
En 1916, Renick se unió a la Redmond Stock Company y debutó el 1 de junio en San José, California, en When Knighthood Was in Flower. Más tarde actuó en la Wilkes Stock Company de Seattle, Washington, donde interpretó papeles de ingenua. Después de trabajar un tiempo en el cine, se fue al Fulton Theater de Oakland, California, para ser la actriz principal de sus producciones.
En 1919, Renick firmó un contrato con la compañía Jesse D. Hampton para trabajar en películas. Debutó en el cine en Hawthorne of the U.S.A. (1919). Poco después, Douglas Fairbanks, que tenía una productora, la contrató y apareció con él en The Mollycoddle (1920).

## Polémica por un discurso en una iglesia

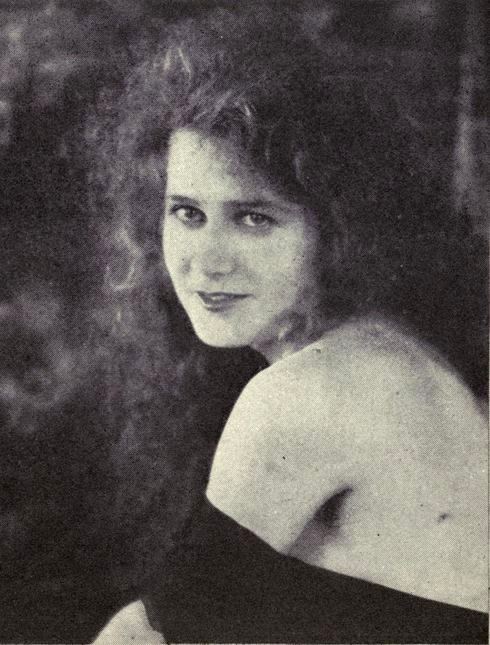
Ruth Renick en 1921

Como estrella conocida, Renick fue invitada a dar charlas públicas. En 1928, estaba previsto que hablara ante el Men's Club of First Presbyterian Church de Berkeley, California, sobre la película The King of Kings (1928). También fue invitado a esa reunión el decano del San Francisco Theological Seminary, que iba a hablar sobre los laicos y la iglesia. Debido a las objeciones de los ancianos, la mañana de la reunión se comunicó a ambos oradores que había sido cancelada. El pastor de la iglesia dijo que su órgano de gobierno había decidido "no permitir que ningún miembro de la profesión teatral organizada" hablara a los miembros de la iglesia. Dada la popularidad de Renick como actriz protagonista, la cancelación recibió cobertura de primera plana en The San Francisco Examiner y el Oakland Tribune, con información adicional en el interior. La First Unitarian Church of Oakland no tardó en invitar a Renick a hablar ante sus fieles la semana siguiente, pero ella declinó la invitación tras recibir una carta con una amenaza de muerte. Unas seis semanas después, Renick habló ante una clase de la First Congregational Church of San Francisco sobre las relaciones entre la Iglesia y el teatro.

## Vida personal
A mediados de sus 20 años, Renick se casó con Wellington N. Bellford, que fue arrestado poco después, en enero de 1924, en Oakland, por hacerse pasar por un oficial del Ejército. En aquel momento, Bellford negó que él y Renick estuvieran casados, mientras que ella dijo: "Pero estuvimos casados". Cuando se le pidieron detalles sobre la boda, Renick respondió: "No puedo decir cuándo ni dónde, ya que mi esposo parece haberlo negado." Mientras estaba en libertad bajo fianza, Bellford también reconoció que había afirmado haber sido escritor de cuentos y guiones en Los Ángeles. La publicidad fue embarazosa para Renick, pero continuó con sus actuaciones en el teatro de Oakland.
Tras recibir un telegrama suyo sobre el matrimonio, su hermana y su cuñado investigaron al supuesto mayor. Denunciaron a la policía la suplantación de Bellford tras descubrir que no se había expedido ninguna licencia matrimonial para la pareja en el condado de Santa Clara ni en San José, donde Renick había dicho que se habían casado. La acusación de suplantación contra Bellford fue finalmente desestimada en 1928, cuando se le describió como un "pirata del amor". Las autoridades decidieron que había utilizado una ceremonia de boda simulada para engañar a Renick. Aunque desapareció en ese momento, más tarde fue procesado por malversación de fondos en Detroit, Míchigan.

## Muerte
El 7 de mayo de 1984, Renick murió en Hollywood, California, a los 90 años.

## Filmografía parcial
- Hawthorne of the U.S.A. (1919)
- The White Dove (1920)[17]
- The Mollycoddle (1920)
- Conrad in Quest of His Youth (1920)
- The Parish Priest (1920)[17]
- She Couldn't Help It (1920)[18]
- The Jucklins (1921)
- What's a Wife Worth? (1921)[19]
- The Witching Hour (1921)[20]
- Children of the Night (1921)[21]: 373
- The Golden Snare (1921)[17]
- Bar Nothin' (1921)[22]
- The Men of Zanzibar (1922)[23]
- Rags to Riches (1922)[21]
- Roughshod (1922)[21]: 118
- The Fire Bride (1922)
- Conductor 1492 (1924)
- Ask Dad (1929)
- Possessed (1931)
- 45 Calibre Echo (1932)
- Cannonball Express (1932)